# Доманёвский район
Доманёвский район (укр. Доманівський район) — упразднённая административная единица на северо-западе Николаевской области Украины. Административный центр — посёлок городского типа Доманёвка.

## География
Площадь 1458 км².
Основные реки — Южный Буг, Чертала, Чичиклея, Бакшала. На территории района расположен региональный ландшафтный парк «Гранитно-Степное Побужье».

## История
Район образован в начале 1920-х.
В годы 2-й мировой войны район находился в зоне румынской оккупации. Здесь произошло одно из наиболее массовых уничтожений евреев, известное как операция «Подарок Сталину», поскольку её начало было приурочено к дню рождения Сталина — 21 декабря 1941 г. Наибольшее количество евреев (54—55 тыс. человек) было уничтожено близ с. Богдановка, а в целом по Доманёвскому району — около 115 тыс. человек.
В 1953 году Доманёвский район был передан из Одесской области в Николаевскую. 21 января 1959 года к Доманёвскому району была присоединена часть территории упразднённого Мостовского района.

## Демография
Население района составляет 24 778 человек (2019), в том числе в городских условиях проживают 5 972 человека.

## Административное устройство
Количество советов:
- поселковых — 1
- сельских — 13

Количество населённых пунктов:
- посёлков городского типа — 1
- сёл — 61

## Населённые пункты
Список населённых пунктов района находится внизу страницы
Ликвидированы:
- с. Барышевка (укр. Баришівка), ликв. в 70-х годах
- с. Великовка (укр. Великівка), ликв. в 80-х годах
- с. Весёлый Раздол (укр. Веселий Роздол), ликв. в 70-х годах
- с. Голуби (укр. Голуби), ликв. в 70-х годах
- с. Дворянка (укр. Дворянка) Сухобалковского сельского совета, ликв. в 70-х годах
- с. Долгая Могила (укр. Довга Могила) присоединено к с. Сухая Балка, 80-е
- с. Ивановка (укр. Іванівка) Счастливского сельского совета, ликв. 16.03.2000 г.
- с. Каштановка (укр. Каштанівка), присоединено к пгт Доманёвка в 80-х годах
- с. Котовское (укр. Котовське), ликв. 16.03.2000 г.
- с. Крутая Гора (укр. Крута Гора), ликв. 27.05.2005 г.
- с. Макаровка (укр. Макарівка), ликв. 27.06.1989 г.
- с. Малозаболотское (укр. Малозаболотське), ликв. в 80-х годах
- с. Новосемёновка (укр. Новосеменівка), ликв. 27.06.1989 г.
- с. Новоумань (укр. Новоумань), ликв. в 80-х годах
- с. Новохуторское (укр. Новохутірське), ликв. в 80-х годах
- с. Перше Травня (укр. Перше Травня), ликв. в 70-х годах
- с. Семихатки (укр. Семихатки), ликв. в 70-х годах
- с. Слава (укр. Слава), ликв. 02.02.1995 г.
- с. Сокира (укр. Сокира), ликв. в 80-х годах
- с. Червоное (укр. Червоне), ликв. 27.06.1989 г.
- с. Чорбова Балка (укр. Чорбова Балка), ликв. в 80-х годах